# ماریا زوبکوو
ماریا زوبکوو (انگلیسی: Maria Zubková؛ زادهٔ ۲۹ آوریل ۱۹۸۴) بازیکن فوتبال اهل اسلواکی است.
وی همچنین در تیم‌های ملی فوتبال Slovakia women's national football team بازی کرده‌است.